# Pablo de Santis
Pablo de Santis (ur. 1963) – argentyński pisarz, także autor scenariuszy komiksowych i telewizyjnych. 
Swoją karierę literacką Santis rozpoczął, publikując historie dla dzieci i młodzieży. Sławę zyskał dzięki powieści "Przekład" (1998, wyd. MUZA SA 2006) oraz czterema następnymi książkami (m.in. "Kaligraf Woltera") wszystkie wyróżniają się atmosferą tajemniczości i charakterystycznym stylem. W 2007 r. MUZA wydała jego "Teatr pamięci".